# سيسنا ستيشن جيت
سيسنا ستيشن جيت (بالإنجليزية: Cessna CitationJet) طائرة نفاثة أعمال صنعت بالولايات المتحدة في عام 1992 وطارت لأول مرة في 29 أبريل 1991 وصنعت 400 طائرة منها وتستخدم في شركة طيران ريفيا أي أكس الأوروبية وطيران رواند وطورت من طائرة سيسنا سايتيشن إم2 والطرازت الأخري لديها هي سيسنا 526 ستيشن

## وصلات خارجية
- Cessna Citation home page
- European Aviation Safety Agency - Type-Certificate Data Sheet - Cessna Aircraft Company - 525 (Citation Jet)[وصلة مكسورة]
- Federal Aviation Administration Type Certificate Data Sheet No A1W1 - Cessna 525, 525A, 525B نسخة محفوظة 4 فبراير 2016 على موقع واي باك مشين.
- Information on the Cessna Citation CJ4 with related articles